# Morrison (Tennessee)
Morrison – miasto w Stanach Zjednoczonych, w stanie Tennessee, w hrabstwie Warren.